# Mertieïta
La mertieïta és un mineral de la classe dels sulfurs. Rep el seu nom del geòleg nord-americà John Beaver Mertie, Jr. (1888-1980). Fins al mes de setembre de 2022 s'anomenava mertieïta-II, canviant el nom a l'actual degut a les noves directrius aprovades per la CNMNC per a la nomenclatura de polimorfs i polisomes.

## Característiques
La mertieïta és un sulfur de pal·ladi, arsènic i antimoni, de fórmula química Pd₈(Sb,As)₃. Cristal·litza en el sistema trigonal. Es troba en forma de grans anèdrics d'uns 0,5 mil·límetres. La seva duresa a l'escala de Mohs és 6.
Segons la classificació de Nickel-Strunz pertany a «02.AC: Aliatges de metal·loides amb PGE» juntament amb els següents minerals: atheneïta, vincentita, arsenopal·ladinita, stillwaterita, isomertieïta, mertieïta-I, miessiïta, palarstanur, estibiopal·ladinita, menshikovita, majakita, pal·ladoarsenur, pal·ladobismutarsenur, pal·ladodimita, rodarsenur, naldrettita, polkanovita, genkinita, ungavaïta, polarita, borishanskiïta, froodita i iridarsenita.

## Formació i jaciments
Va ser descoberta l'any 1973 al placer de platí de Salmon River, a Goodnews Bay (Alaska, Estats Units), i ha estat descrita a diversos països d'arreu del planeta. Es troba en forma de grans fins en concentrats de metalls preciosos en placers, aparentment derivats d'una roca mare ultramàfica, o sobre cubanita–mooihoekita massives, com en el cas de la mina Oktyabr, a Rússia. Sol trobar-se associada a altres minerals com: or, sperrylita, laurita, platarsita, ruthenarsenita, mertieïta-I, genkinita, estibiopal·ladinita, calcocita, bornita, heazlewoodita, galena, calcopirita, pentlandita, valleriïta, hauchecornita, parkerita o cromita, així com d'aliatges de platí, iridi i osmi, o aliatges de platí i ferro.